# 冨樫かずみ
冨樫 かずみ（とがし かずみ、1985年2月21日 - ）は、日本の女性声優。広島県出身。ぷろだくしょんバオバブ所属。

## 人物
特技はジャズダンス、歌、書道。趣味は神楽観賞、神社仏閣巡り。
方言は広島弁。

## 出演
太字はメインキャラクター。

### テレビアニメ
2010年
- SDガンダム三国伝 Brave Battle Warriors（2010年 - 2011年、母親、街人、子供）
- 銀魂（芸者）
- ドラえもん（テレビ朝日版第2期）（2010年 - 2016年、子供達、ピーマン、審判、女の子、男の子 他）
- バトルスピリッツ 少年激覇ダン（ペンタンズ）
- 名探偵コナン（2010年 - 2013年、客、子供、オペレーター、友人、携帯メッセージ）
- リタとナントカ（生徒）

2011年
- いつか天魔の黒ウサギ（遥の母、セルジュ〈子供時代〉）
- ぬらりひょんの孫 千年魔京（少年）
- バトルスピリッツ 覇王（2011年 - 2012年、子供A、観客B）
- Fate/Zero（子供）
- マケン姫っ!（校内放送）
- まじっく快斗（女子）
- ましろ色シンフォニー（女子生徒）

2012年
- クイーンズブレイド リベリオン（女戦士A）
- クレヨンしんちゃん（2012年 - 2021年、主婦A、お客さん、女性店員、女の子B、利本加奈目 他）

2013年
- 黒魔女さんが通る!!（鈴木重）
- 忍たま乱太郎（2013年 - 2014年、若様、主婦）

2014年
- ガンダムビルドファイターズトライ（2014年 - 2016年、カミキ・セカイ） - 1シリーズ + スペシャル

2015年
- うしおととら（蒼月潮〈少年〉）
- ガンスリンガー ストラトス（子供、ケンジ）
- 妖怪ウォッチ（千駄ヶ谷剣）

2017年
- ロクでなし魔術講師と禁忌教典（フィリアナ＝フィーベル）

### 劇場アニメ
- 超電影版 SDガンダム三国伝 Brave Battle Warriors（2010年、子供達）
- ももへの手紙（2012年）
- パロルのみらい島（2014年、おばさん）

### OVA
- 装甲騎兵ボトムズ 幻影篇（2010年、子供達）

### Webアニメ
- ガンダムビルドメタバース（2023年、カミキ・セカイ[4]）

### ゲーム
- タワー オブ アイオン（2009年、アゲヒア 他）
- DIABOLIK LOVERS（2012年）
- 第3次スーパーロボット大戦Z 時獄篇 / 連獄篇（2014年 - 2015年、アンナロッタ・ストールス） - 2作品
- ディアブロ III[5]
- ザクセスヘブン（2015年、柳ヶ瀬プリマヴェーラ[6]）
- はじめてのノベルゲーム（2016年、メイド）
- ルナプリ from 天使帝國（2017年、メリル[7]）
- アトリエオンライン 〜ブレセイルの錬金術士〜（2018年、ベルガモット[8]）
- 機動戦士ガンダム エクストリームバーサス2（2018年 - 2025年、カミキ・セカイ） - 4作品[一覧 1]
- The Last of Us Part II（2020年、女の民兵）
- 機動戦士ガンダム アーセナルベース（2023年、カミキ・セカイ）

### ドラマCD
- ブレイク ブレイド（2010年、女子学生たち）

### 吹き替え

#### 映画
- アンナ・カレーニナ（セリュージャ〈アリシア・ヴィキャンデル〉）
- エクスペンダブルズ2（村の女）
- キラー・エリート（アン・フレーザー〈イヴォンヌ・ストラホフスキー〉）
- キングのメッセージ
- グランド・マスター（チャン・ヨンチェン〈ソン・ヘギョ〉）
- グローリー・ショット 〜栄光への軌跡〜（ジュリー〈クリスタル・アレン〉）
- ジャッジ・ドレッド
- ドラゴン・アイズ（タミー）
- ホワイトハウス・ダウン（女性レポーター1[9] 他）
- マンデラ 自由への長い道
- メカニック（ケリー〈クリスタ・キャンベル〉）
- LOOPER/ルーパー（スージー〈パイパー・ペラーボ〉）

#### ドラマ
- ALPHAS/アルファズ
- ARROW/アロー（アマンダ・ウォラー〈シンシア・アダイ＝ロビンソン〉）
- キリング/26日間（ニコール・ジャクソン）
- グッド・ワイフ2、3
- ケース・センシティブ 静かなる殺人
- シークレット・サークル
- しあわせの処方箋
- 孫子兵法
- 太陽を抱く月
- ナース・ジャッキー3
- 馬医（下女）
- HAWAII FIVE-0
- ハンドレッド（ベラミー〈幼少期〉）
- ビクトリアス（ケシャ）
- プリズン・ブレイク（アナウンス女、窓口係）
- ライ・トゥ・ミー 嘘は真実を語る（シルビア 他）
- ラブレイン
- レディプレジデント〜大物（キム・ジズ）
- LAW & ORDER:性犯罪特捜班
- 私はラブ・リーガル

#### アニメ
- MTV EXIT Intersection（リン 他）
- ドックはおもちゃドクター（レイラニ）
- メアリーと秘密の王国
- メガマインド

### 映画
- テルマエ・ロマエII（2014年、ローマ人の声）

### ナレーション
- 直撃グッディ! 突撃!プレスリリース

### ボイスオーバー
- 地球ドラマチック「ストーンヘンジ 〜巨石建造物の謎を追う!〜」（2017年）
- 天才どうぶつ大集合2

### ラジオドラマ
- 青春アドベンチャー
  - スタープレイヤー（カラ王子）
  - いまはむかし〜竹取異聞〜（阿生）

### シリーズ一覧
1. ↑  『エクストリームバーサス2』（2018年）、『クロスブースト』（2021年）、『オーバーブースト』（2023年）、『インフィニットブースト』（2025年）